# Jungle Sound: Gold
Jungle Sound: Gold – kompilacja australijsko–brytyjskiego zespołu Pendulum. Został wydany 28 marca 2006 przez wytwórnię Breakbeat Kaos. Prócz utworów autorstwa Pendulum na płycie znalazły się również nagrania m.in. DJ-a Fresha, Adama F, Chase & Status i TKO. Poprzednią kompilacją wydaną przez Breakbeat Kaos był Jungle Sound: The Bassline Strikes Back! autorstwa Adama F i DJ-a Fresha.

## Lista utworów
Disc 1
| Nr  | Tytuł utworu                                                       | Wykonawca         | Długość |
| --- | ------------------------------------------------------------------ | ----------------- | ------- |
| 1.  | „Intro”                                                            | Pendulum          | 0:25    |
| 2.  | „Masochist”                                                        | Pendulum          | 2:27    |
| 3.  | „Dreadlock”                                                        | Future Prophecies | 2:12    |
| 4.  | „The Shakedown”                                                    | Baron             | 3:01    |
| 5.  | „You Can't Touch”                                                  | Dillinja          | 1:56    |
| 6.  | „T-10” (VIP mix) (gościnnie DJ Craze)                              | Distorted Minds   | 3:29    |
| 7.  | „Voyager”                                                          | Pendulum          | 4:27    |
| 8.  | „The Living Daylights”                                             | Fresh             | 4:47    |
| 9.  | „When The Sun Goes Down” (gościnnie Adam F) (Origin Unknown Remix) | Fresh             | 4:02    |
| 10. | „Original Jungle Sound” (Switch mix)                               | Adam F            | 3:50    |
| 11. | „Therapy”                                                          | Adam F & TKO      | 5:48    |
| 12. | „Circles” (2000 VIP mix)                                           | Adam F & TKO      | 3:14    |
| 13. | „Hear My Voice”                                                    | Fresh             | 3:46    |
| 14. | „Labyrinth”                                                        | Vandalz           | 1:43    |
| 15. | „Submarines” (Pendulum Remix)                                      | Fresh             | 2:31    |
| 16. | „Kingston Vampires”                                                | Fresh & Pendulum  | 3:35    |
| 17. | „Foreigner”                                                        | Fresh             | 4:13    |
| 18. | „Another Planet”                                                   | Pendulum          | 5:44    |
|     |                                                                    |                   | 1:01:10 |

Disc 2
| Nr  | Tytuł utworu                                             | Wykonawca         | Długość |
| --- | -------------------------------------------------------- | ----------------- | ------- |
| 1.  | „Circles” (2000 VIP mix)                                 | Adam F & TKO      | 4:36    |
| 2.  | „Living Daylights II”                                    | Fresh             | 5:43    |
| 3.  | „Kingston Vampires”                                      | Fresh & Pendulum  | 5:30    |
| 4.  | „Dreadlock”                                              | Future Prophecies | 6:56    |
| 5.  | „Duppy Man” (gościnnie Capleton)                         | Chase & Status    | 5:55    |
| 6.  | „8Ball”                                                  | Adam F            | 5:04    |
| 7.  | „Therapy”                                                | Adam F & TKO      | 6:38    |
| 8.  | „Hear My Voice”                                          | Fresh             | 5:36    |
| 9.  | „Masochist” (VIP mix)                                    | Pendulum          | 5:02    |
| 10. | „Decade”                                                 | Baron             | 5:44    |
| 11. | „When The Sun Goes Down” (gościnnie Adam F) (radio edit) | Fresh             | 3:10    |
| 12. | „Matador”                                                | Fresh             | 5:42    |
| 13. | „Karma” (John B remix)                                   | Guru              | 7:39    |
|     |                                                          |                   | 1:13:15 |